# Phoma anthrisci
Phoma anthrisci är en lavart som beskrevs av Brunaud 1890. Phoma anthrisci ingår i släktet Phoma, ordningen Pleosporales, klassen Dothideomycetes, divisionen sporsäcksvampar och riket svampar.   Inga underarter finns listade i Catalogue of Life.